# Petina (Kruševac)
Pour les articles homonymes, voir Petina (homonymie).
Petina (en serbe cyrillique : Петина) est un village de Serbie situé sur le territoire de la Ville de Kruševac, district de Rasina. Au recensement de 2011, il comptait 308 habitants.

## Démographie
| 1948 | 1953 | 1961 | 1971 | 1981 | 1991 | 2002 | 2011 |
| ---- | ---- | ---- | ---- | ---- | ---- | ---- | ---- |
| 482  | 500  | 477  | 445  | 431  | 437  | 353  | 308  |

|  |